# (7226) Kryl
(7226) Kryl (1984 QJ) – planetoida należąca do zewnętrznej części pasa głównego asteroid okrążająca Słońce w ciągu 5 lat i 289 dni w średniej odległości 3,22 j.a. Została odkryta 21 sierpnia 1984 roku.